# 戶田勝之
戶田勝之（1965年1月31日—），日本漫畫家。廣島縣福山市出身。

## 作品
- 釣魚樂翻天、全17冊、原名《Mr.釣りどれん（日语：Mr.釣りどれん）》
- 旋風棒球兒、全19冊、原名《あきら翔ぶ!!（日语：あきら翔ぶ!!）》
- 灌籃小旋風、全9冊、原名《DANDANだんく!（日语：DANDANだんく!）》
- 熱鬥足球兒、全2冊、原名
- 巧手小神匠、全5冊、原名《ホームセンターてんこ（日语：ホームセンターてんこ）》
- 原名、全4冊
- 原名

## 外部連結
- （日語） 勝之介工房 （页面存档备份，存于） - 公式網站
- （日語） 元気堂通信TOP[永久] - 原公式網站
- 戶田勝之的X（前Twitter）